# دوباره کوکیلا
دوباره کوکیلا (به تامیلی: Meendum Kokila) فیلمی محصول سال ۱۹۸۱ و به کارگردانی جی. ان رانگراجان است. در این فیلم بازیگرانی همچون کمال حسن، سری دوی، دیپا ایفای نقش کرده‌اند.